# Armée Tartan
 (septembre 2023).
Si vous disposez d'ouvrages ou d'articles de référence ou si vous connaissez des sites web de qualité traitant du thème abordé ici, merci de compléter l'article en donnant les références utiles à sa vérifiabilité et en les liant à la section « Notes et références ».

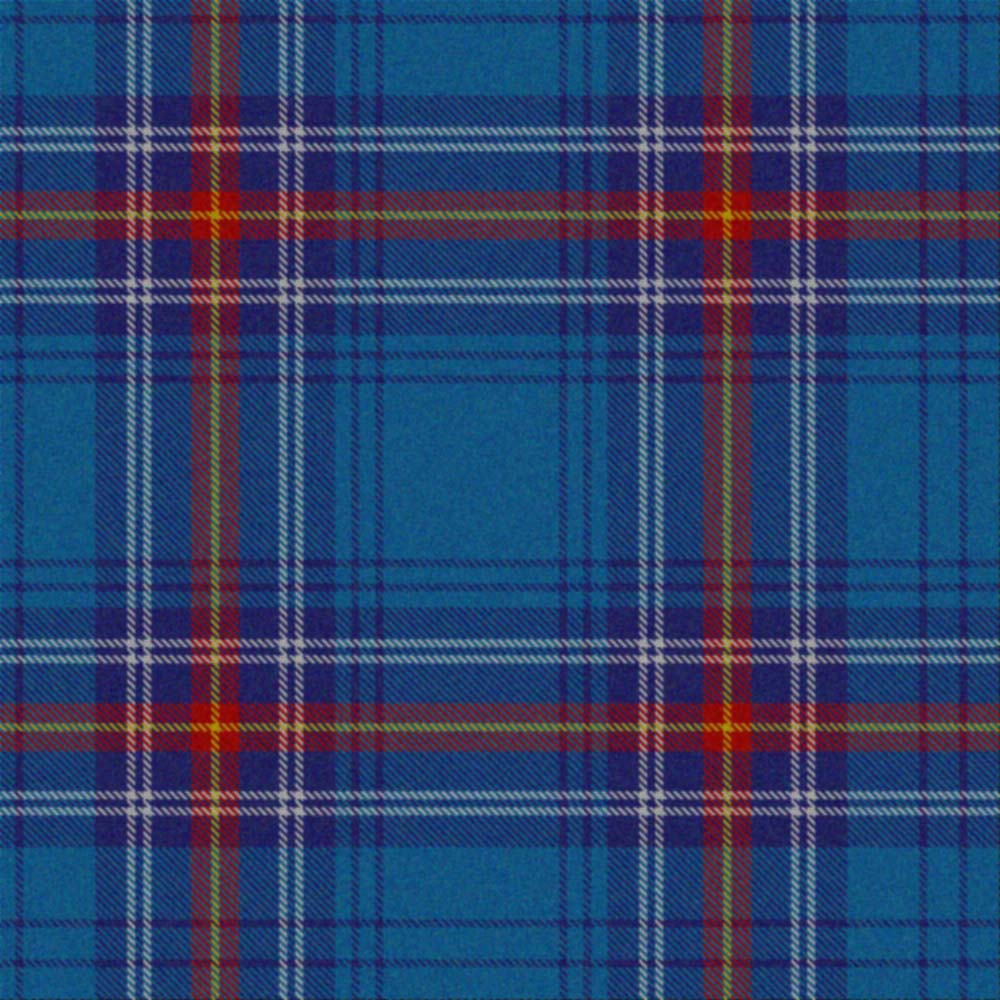
Le tartan des supporters écossais.

L’Armée tartan (en anglais : Tartan Army) est le nom donné aux supporters de l'équipe d'Écosse de football. Le nom provient des tartans, étoffe de laine à carreaux de couleurs, typique des peuples celtes, et donc des écossais, qui ornent notamment les kilts.